# Sharbat
Con sharbat o sherbet (in arabo شربة‎?, sharba; persiano/urdu: شربت sharbat; turco: şerbet; azero: şərbət) si intende una bevanda tipica del Medio oriente e dell'Asia meridionale composto da frutta o petali di fiore. Si tratta di un prodotto dolce che va servito freddo; può essere servito in forma densa e sorbito con cucchiaino ovvero diluito in acqua per essere gustato come bevanda fresca.
Gli sharbat più diffusi sono composti da uno o più ingredienti, gli elementi più usati per comporlo sono le rose, il legno di sandalo, il gurhal (ibisco), il bael, limone, arancia, ananas, la phalsa.
Lo sharbat è frequente anche nelle case pakistane, iraniane, afgane, indiane, dove ne viene apprezzata anche la natura ayurvedica e pertanto usato talora come medicinale.

## Etimologia
Il termine sharbat viene dal persiano شربت (sharbat), mentre la dizione sherbet deriva dal turco şerbet, entrambi provenienti dall'arabo شربة (sharba, ‘bibita’) a sua volta derivato dal verbo شرب (shariba, ‘bere’). Viene talora chiamato sorbet, dal francese sorbet, dall'italiano sorbetto, a loro volta derivati dal turco şerbet. Il lemma è affine a syrup in inglese e americano o all'italiano sciroppo. Storicamente si tratta di una bevanda leggera, fredda, effervescente o con frutta ghiacciata. Il significato del termine varia da paese a paese, come la pronuncia e l'ortografia. Diffusa la pronuncia sherbet, ma è altrettanto comune la corruzione linguistica in sherbert.

## Storia
Nel libro di Zakhireye Khwarazmshahi (XII secolo), Gorgani descrive diversi tipi di sharbat diffusi in Iran, compresi Ghore, Amar, Sekanjabin etc.
Sotto l'Impero Mughal fu reso una delle bevande popolari del subcontinente indiano dai governatori, per il quale venivano mandati frequenti carichi di neve himalayana per ottenere la bibita rinfrescante.
Nei giardini dei palazzi ottomani le spezie e la frutta venivano usati negli sherbet e coltivate sotto la supervisione dei farmacisti e dottori di palazzo.